# Hugo von Landsberg-Steinfurt
Hugo Freiherr von Landsberg-Steinfurt (* 20. Februar 1832 in Münster; † 19. Dezember 1901) war ein deutscher Jurist und preußischer Verwaltungsbeamter.

## Leben
Hugo von Landsberg-Steinfurt wurde als Sohn des Rittergutsbesitzers Engelbert von Landsberg-Velen und Steinfurt und dessen Ehefrau Hermine Freifrau von Landsberg-Steinfurt geb. Gräfin von Hatzfeldt geboren. Nach dem Abitur am Gymnasium in Münster studierte er Rechtswissenschaften an der Rheinischen Friedrich-Wilhelms-Universität Bonn und der Friedrich-Wilhelms-Universität Berlin. 1850 wurde er Mitglied des Corps Borussia Bonn. Nach dem Studium trat er in den preußischen Staatsdienst ein und wurde zum Landesdirektor der Rheinprovinz gewählt. Im Ruhestand lebte er auf Haus Amelsbüren.
Ignatz von Landsberg-Velen und Steinfurt war sein Bruder.

## Auszeichnungen
- Ernennung zum Geheimen Oberregierungsrat